# Плеурат I
Плеурат I (грч. Πλευρατος), илирски краљ Таулантске државе, који је владао око 356. п. н. е. до 335. п. н. е.. Био је отац краља Глаукија. Године 337. п. н. е. победио Филипа II  у жестокој борби и спречио његов даљи продор на илирску територију. Тачни датуми рођења и смрти нису познати.

## Рат са Македонцима
Године 344. п. н. е. на македонски престо дошао је Филип II, који је од оца наследио спорове са Илирима. Не налазећи разлога да их прекине, са великом војском напао је таулантску земљу, опустошио је села, освојио многа насеља и градове и вратио се у Македонију са богатим пленом.
После Филипове победе над Грабосом, Плеурат је покушао да спречи Филипов даљи продор у Илирију. Године 337. п. н. е. победио је Филипову војску и само га је Филипов телохранитељ спречио да убије Филипа. Филип је морао да заустави продор у Илирију и задовољи се само источно-илирском провинцијом Дазаретијом. Рат је завршен закључењем мира.
Након овог сукоба, таулантска држава је задржала само територију дуж јадранске обале, али је наставила своју антимакедонску политику све до 335. године п. н. е. када су се Глаукије и Клит побунили против Александра Великог.